# Kiviks kapell
Kiviks kapell är ett kapell i utkanten av Kivik nära Vitemölla. Det tillhör Kiviks församling i Lunds stift.

## Kapellet
Initiativtagare till kapellet var dåvarande kyrkoherde Magni Andersson. Kapellet invigdes 8 juni 1941 och är byggt i trä. 1946 tillkom klockstapeln och 1947 kom kyrkklockan på plats. I kapellet förekommer främst aktivitet på somrarna.

### Orgel
1940 byggde A. Mårtenssons Orgelfabrik AB, Lund och är en pneumatisk orgel. Orgeln har fria och fasta kombinationer. Det finns även automatisk pedalväxling till orgeln.
| Huvudverk I  | Svällverk II      | Pedal      | Koppel  |
| Principal 8' | Salicional 8´     | Subbas 16´ | I/P     |
| Gedackt 8'   | Gemshorn 4'       |            | II/P    |
| Oktava 4'    | Blockflöjt 2'     |            | II/I    |
|              | Trumpet 8'        |            | II 4'/I |
|              | Crescendosvällare |            |         |

### Webbkällor
- Kiviks församling[död länk]
- Wikimedia Commons har media som rör Kiviks kapell.